# Ynes Mexia

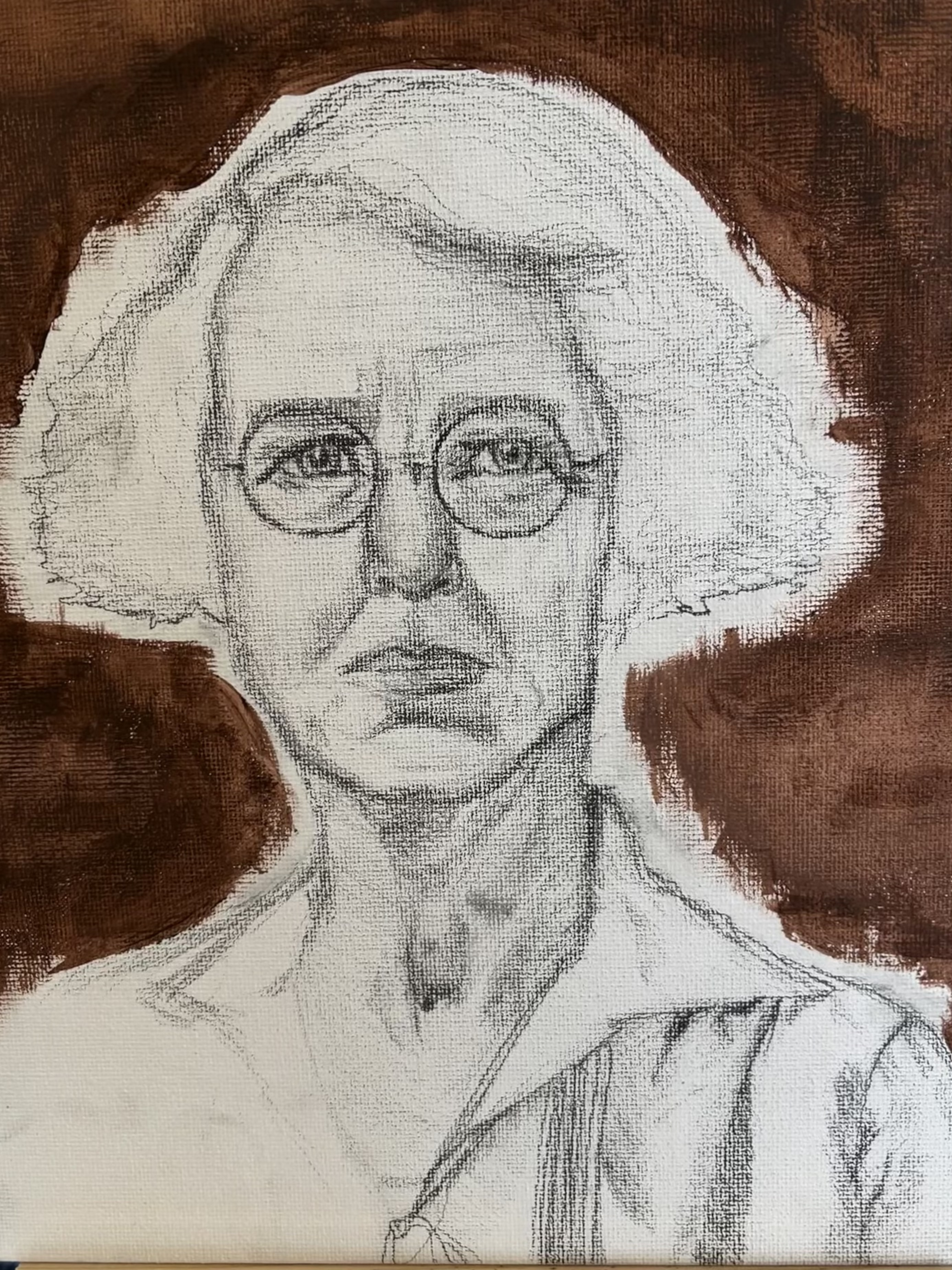
Ynes Mexia

Ynes Enriquetta Julietta Mexia (* 24. Mai 1870 in Georgetown, Washington, D.C.; † 12. Juli 1938 in Berkeley, Kalifornien) war eine mexikanisch-US-amerikanische Botanikerin und Forschungsreisende. Ihr botanisches Autorenkürzel lautet „Mexia“.

## Leben
Mit 51 Jahren begann Ynes Mexia ein Botanik-Studium an der University of California, Berkeley. Im Jahr 1925 startete sie ihre Karriere als Pflanzensammlerin mit einer Reise nach Mexiko. In den folgenden dreizehn Jahren machte sie zahlreiche Forschungsexpeditionen nach Mexiko, Brasilien, Peru, Chile, Ecuador, Kolumbien, Argentinien und Alaska, auf denen sie ca. 150.000 Pflanzen sammelte, mehr als 500 davon bis dahin unbekannt.
Sie hielt Lesungen und Dia-Vorträge über ihre Forschungsergebnisse und veröffentlichte regelmäßig in botanischen Fachzeitschriften wie „Madroño“. Sie war Mitglied der California Botanical Society, dem Sierra Club, der Audubon Association of the Pacific, der Sociedad Geografica de Lima, und der California Academy of Sciences, wo auch ihre Sammlung untergebracht ist. Außerdem wurde sie zum Ehrenmitglied des „Departamento Forestal y de Casa y Pesca de Mexico“ ernannt.
1938 wurde sie auf einer ihrer Expeditionen nach Oaxaca und Guerrero im Südwest-Mexiko krank und musste umkehren. Sie starb am 12. Juli 1938. Die von Ynes Mexia entdeckten Arten Mimosa mexiae und Mexianthus mexicanus wurden nach ihr benannt.

## Schriften (Auswahl)
- Botanical Trails in Old Mexico (1929)
- Brazilian ferns collected by Ynes Mexia (1932)
- Three Thousand Miles up the Amazon (1933)
- Camping on the Equator (1937)

## Nachlass
Ynes Mexias Botanische Sammlung ist in der California Academy of Sciences untergebracht. Darüber hinaus befinden sich in vielen Forschungsstellen der Botanik Ableger ihrer Pflanzensammlung, etwa in der Academy of Natural Sciences, (Philadelphia), dem Field Museum of Natural History, (Chicago), dem Gray Herbarium, Harvard University, in der University of California, (Berkeley) sowie vielen wichtigen Museen und Botanischen Gärten, unter anderem Royal Botanic Gardens (London), Jardin des Plantes (Paris), Botanisk Have (Kopenhagen), Bergianska trädgården (Stockholm), dem Alten Botanischen Garten (Zürich) und dem Conservatoire et Jardin Botaniques (Genf).
Ihre Aufzeichnungen befinden sich in der California Academy of Sciences und der Bancroft Library, Berkeley.